# Paul do Mar
Paul do Mar es una freguesia portuguesa del municipio de Calheta (Madeira), con 1,70 km² de superficie y 885 habitantes (2001). Su densidad de población es de 520,6 hab/km².
Es una de las freguesias más pequeñas de la isla, ye stá ubicada a unos 3 km de Calheta y a 1 km de Fajã da Ovelha. Está rodeada por el océano Atlántico al oeste y montañas al norte y al este. Hacia el oeste existe un grupo de isletas. La actividad principal es la agricultura, con un arroyo que corre a través del poblado. 
Para acceder a Paul do Mar hay una carretera que lo conecta al este con Porto Moniz, Santana, Calheta y Funchal, y otra paralela al Atlántico que lleva a Fajã da Ovelha y Jardim do Mar.

## Freguesiaslimítrofes
- Fajã da Ovelha, al norte.
- Prazeres, al noreste.
- Jardim do Mar, al sudeste.